# Dirk Haitsma
Dirk Haitsma (Uithuizen, 8 augustus 1922 - Woerden, 2 december 1996) was een Nederlands politicus van de ARP en later het CDA.
Hij begon zijn carrière als volontair bij de gemeente Oldekerk, waar hij later plaatsvervangend leider van de distributiedienst werd. In 1943 ging hij werken voor de gemeente Den Haag, waar hij na enige tijd onderdook tot eind april 1945. Daarna werkte Haitsma achtereenvolgens bij de gemeenten Oldekerk, Dantumadeel, Marum en Oldehove vóór hij midden 1950 benoemd werd tot commies bij de  gemeentesecretarie van Boskoop en het daar via commies-A bracht tot hoofdcommies. In juni 1962 werd hij burgemeester van de Drentse gemeente Nijeveen en in september 1971 volgde zijn benoeming tot burgemeester van Mijdrecht. Na zijn pensionering in 1987 bleef hij daar nog zeven maanden aan als waarnemend burgemeester. In april 1989 werd hij waarnemend burgemeester van Grootegast, wat hij zou blijven tot de gemeentelijke herindeling op 1 januari 1990 waarbij Grootegast fuseerde met de gemeente Oldekerk tot de nieuwe gemeente Grootegast. Zijn zoon, Ernst, is in navolging van zijn vader ook burgemeester geweest en wel in Amerongen.